# RR Волопаса
RR Волопаса (лат. RR Boötis) — двойная звезда в созвездии Волопаса на расстоянии (вычисленном из значения параллакса) приблизительно 10919 световых лет (около 3348 парсеков) от Солнца. Видимая звёздная величина звезды — от +15m до +8,2m.

## Характеристики
Первый компонент — красный гигант, пульсирующая переменная звезда, мирида (M) спектрального класса M2e-M6e. Масса — около 2,244 солнечных, радиус — около 286,428 солнечных, светимость — около 127,94 солнечных. Эффективная температура — около 3333 K.
Второй компонент — красный карлик спектрального класса M. Масса — около 155,16 юпитерианских (0,1481 солнечной). Удалён на 1,958 а.е..